# Partenie Ciopron
Partenie Ciopron, din botez Ștefan-Petre Ciopron, (n. 30 septembrie 1896, Păltiniș, județul Botoșani - d. 28 iulie 1980, Mănăstirea Văratec) a fost un ierarh ortodox român, care a îndeplinit demnitățile de episcop al Armatei, cu sediul la Alba Iulia (1937-1948) și apoi de episcop al Romanului și Hușilor (1962-1978).

## Biografie

### Formare profesională
Născut în anul 1896 în satul Păltiniș, din apropierea orașului Darabani (astăzi în județul Botoșani), într-o familie cu șase copii (cinci băieți și o fată), Petre Ciopron a absolvit Școala de Cântăreți Bisericești din Iași. Odată cu începerea Primului Război Mondial, a fost înrolat la 1 noiembrie 1916 în Regimentul 29 Infanterie Dorohoi, fiind combatant pe front. A fost rănit la 29 iunie 1917 în luptele de la Oituz, fiind decorat ulterior cu „Crucea comemorativă”, cu baretele Oituz și Carpați.
După terminarea războiului, s-a călugărit la 21 mai 1921 la Mănăstirea Slatina, cu numele de Partenie. În același an, la 22 iulie 1921, a fost hirotonit ierodiacon de către mitropolitul Pimen Georgescu al Moldovei și numit slujitor la Catedrala Mitropolitană din Iași. În paralel cu slujirea, a urmat apoi studii la Seminarul „Veniamin Costachi” din Iași (1922-1929) și la Facultatea de Teologie din Cernăuți (1929-1933), susținându-și examenul de licență cu teza Despre castitate.
După finalizarea studiilor universitare, la 20 aprilie 1934 a fost hirotonit ieromonah pe seama aceleiași catedrale, apoi hirotesit arhimandrit (25 aprilie 1934) și numit exarh al mănăstirilor din Arhiepiscopia Iașilor (1934-1935). A publicat numeroase articole în Viața monahală și în revista Mitropolia Moldovei și Sucevei. Predă o perioadă ca profesor de religie la Liceul de fete Notre Dame de Sion din Iași (1936-1937). În anul 1937 obține titlul științific de doctor în teologie la Universitatea din Cernăuți, cu teza Arhieria Mântuitorului Iisus Hristos după rânduiala lui Melchisedec. Studiu exegetic și istoric.

### Episcop al Armatei

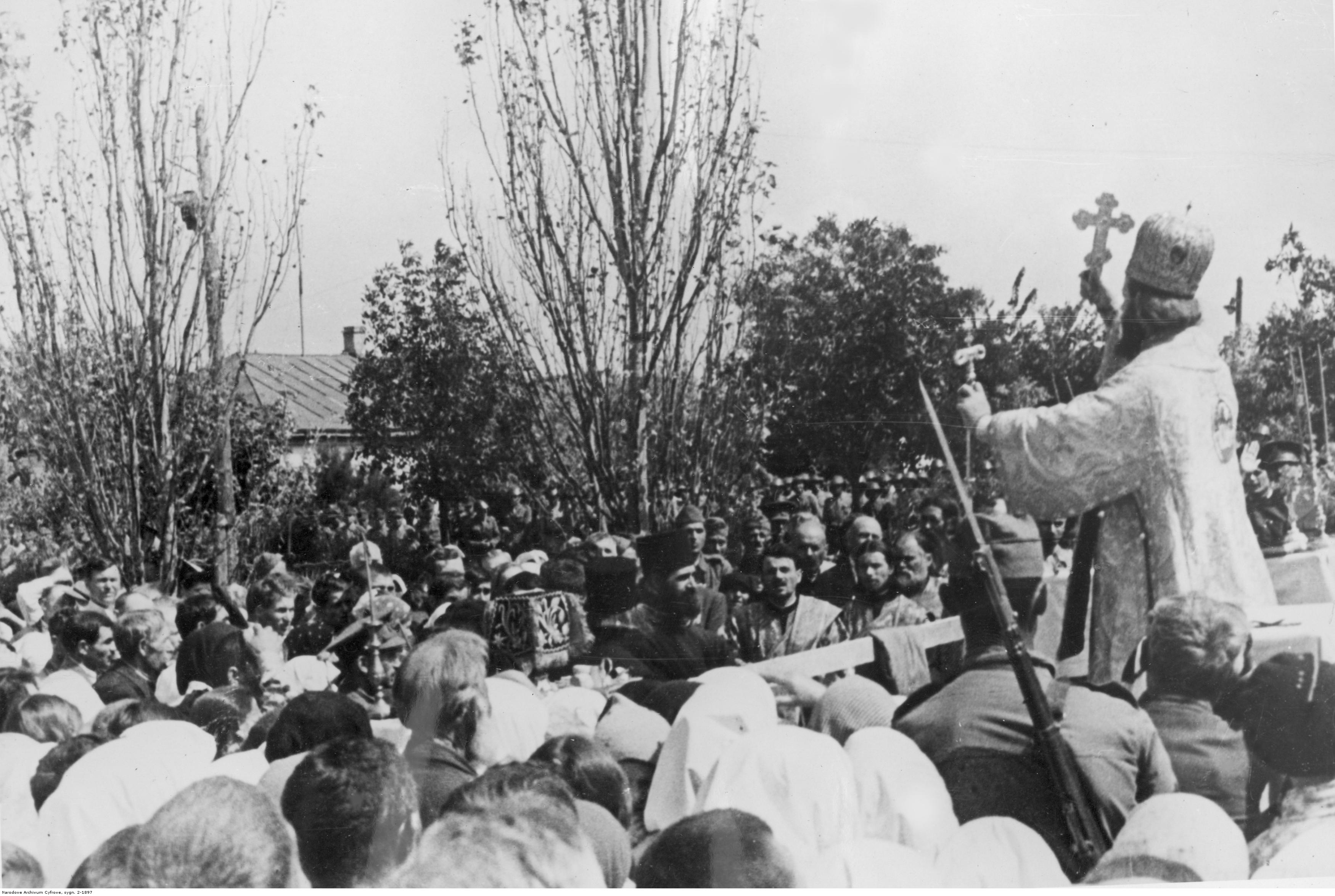
Episcopul Partenie Ciopron la Tiraspol, septembrie 1941

La data de 17 iunie 1937, Sf. Sinod al Bisericii Ortodoxe Române a propus Ministerului de Război o listă de 3 candidați pentru demnitatea de episcop al Armatei, cu sediul la Alba Iulia. Cei trei candidați propuși erau arhimandritul Iuliu Scriban,
profesor la Facultatea de Teologie din Chișinău; arhimandritul Partenie Ciopron, de pe lângă Mitropolia Moldovei și preotul Anton Angelescu (viitorul episcop Antim Angelescu) de la Galați. Ministerul de Război l-a recomandat regelui Carol al II-lea al României pe arhim. Partenie Ciopron, acesta fiind hirotonit arhiereu la 25 septembrie 1937 în Paraclisul Palatului Patriarhal din București.
PS Partenie a fost înscăunat ca episcop la 8 octombrie 1937, la Castelul Peleș, fiind înălțat cu acest prilej la gradul de general de brigadă și numit în funcția de inspector al clerului militar. În această calitate, a participat la elaborarea actelor normative care au conturat statutul preotului militar.
Printre realizările sale ca episcop pot fi menționate următoarele:
- dotarea sediului episcopal din Alba Iulia cu veșminte, cărți de cult și mijloace de transport
- creșterea numărului preoților militari de la 30 (1937) la 108 (1941)
- înființarea unui serviciu de evidență contabilă prin care s-a realizat o mai bună chivernisire a fondurilor, crescându-se dotarea locașurilor de cult militare cu mobilier, obiecte de cult, cărți, veșminte etc.
- îndrumarea preoților militari în realizarea de schițe ale cimitirelor militare, liste de nume ale eroilor români căzuți în Rusia etc.
- editarea revistei Arma cuvântului, buletinul Episcopiei Armatei (1940-1945)

În perioada celui de-al Doilea Război Mondial, s-a ocupat cu îndrumarea spirituală a ostașilor români care luptau pe frontul de est, celebrând slujbe religioase, susținând conferințe, îndrumându-i pe preoții militari și tipărind cărți de rugăciuni etc. A susținut războiul pentru eliberarea Basarabiei și a Bucovinei de Nord. După eliberarea teritoriului Basarabiei de sub ocupația sovietică, Partenie Ciopron a îndeplinit și funcția de locotenent de episcop al Hotinului, cu sediul la Bălți (1941-1944). El s-a ocupat cu coordonarea vieții bisericești din Episcopia Hotinului și cu reîncreștinarea ortodoxă în spațiul eliberat de sub bolșevici, manifestându-se prin atitudinea anticomunistă și tipărind și o revistă cu titlul Biserica basarabeană. A fost decorat în timpul campaniei de pe frontul de est cu Ordinul „Coroana României” cu spade, în grad de Mare ofițer.
A trecut Nistrul împreună cu Armata Română și a intrat în orașul Tiraspol, unde nu mai fusese niciun episcop de 23 de ani. Acolo a împărțit locuitorilor români și ruși cruciulițe, iconițe și cărți de rugăciuni, fiind asaltat de către mulțime.. La 2 iunie 1943, de Înălțarea Domnului și Ziua Eroilor, a celebrat Sf. Liturghie în Catedrala orașului Tulcin din Transnistria, precum și slujba de pomenire a eroilor în cimitirul militar.
După terminarea războiului, a îndeplinit funcția de locotenent de episcop al Romanului (septembrie - decembrie 1947). La data de 22 august 1948, printr-un ordin al Regiunii a III-a Militară Cluj, au fost desființate Episcopia Armatei și Inspectoratul Clerului Militar, iar preoții militari au fost trecuți în rezervă.

### Marginalizat la începutul regimului comunist

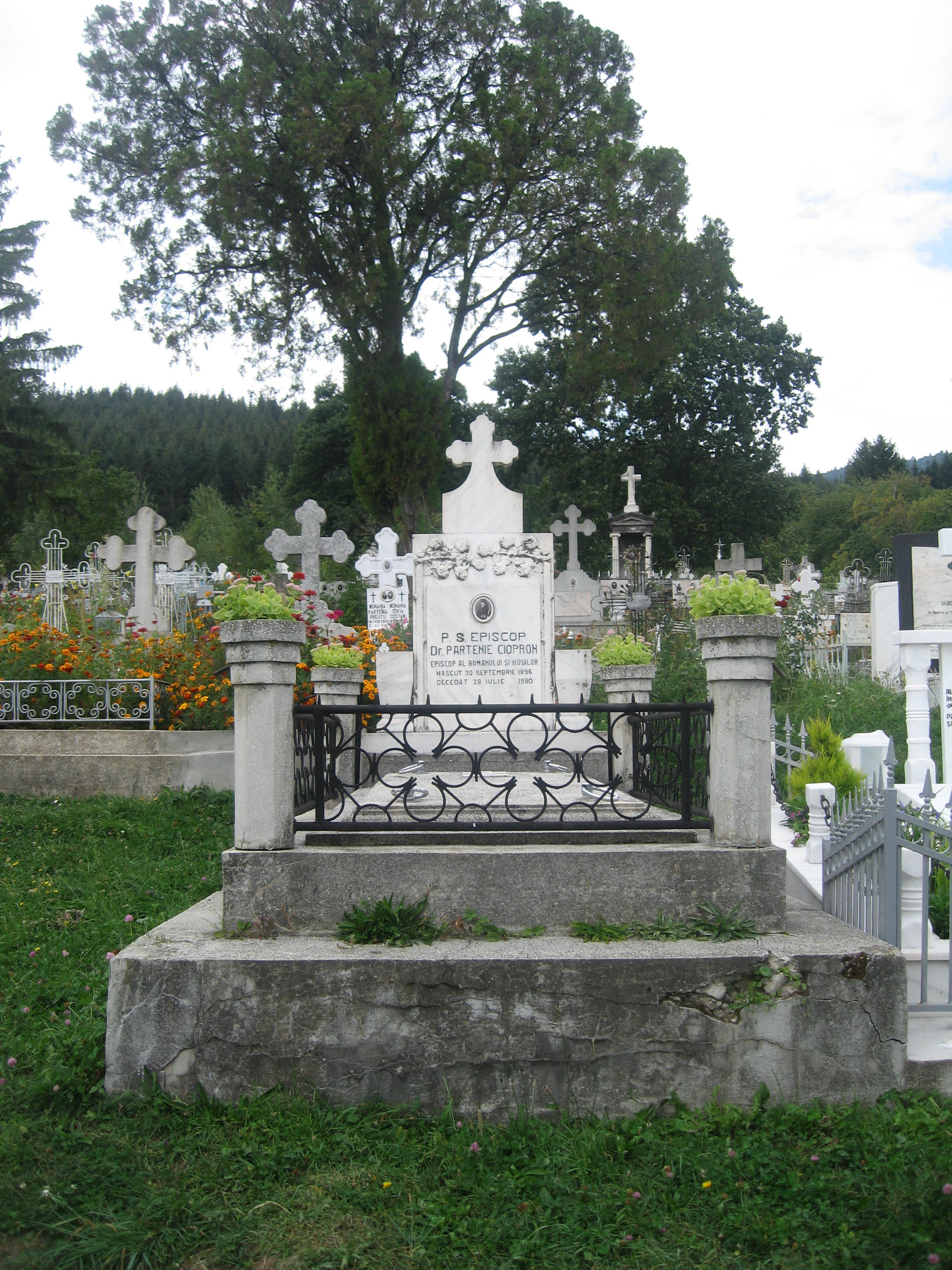
Mormântul episcopului Partenie Ciopron de la Mănăstirea Văratec.

Episcopul Partenie a fost numit de către noul patriarh Justinian Marina în funcțiile de profesor și director al Seminarului Monahal din Mănăstirea Neamț (1948-1949), apoi în cea de vicar patriarhal (aprilie 1949 - martie 1950)
La 12 martie 1950, Partenie Ciopron a fost numit stareț al Mănăstirii „Sf. Ioan cel Nou” de la Suceava. În perioada cât a condus mănăstirea din Suceava, a fost delegat de mitropolitul Sebastian Rusan să-l reprezinte la hramuri, praznice împărătești sau sfințiri de biserici. De asemenea, în perioada 1956-1957, patriarhul Justinian Marina i-a propus să candideze la posturile de episcop al Clujului sau de mitropolit al Ardealului, dar Partenie Ciopron a refuzat pe motivul că nu cunoaștea problemele religioase din aceste eparhii.
Dată fiind activitatea sa din timpul războiului antisovietic, episcopul a fost urmărit de Securitate, prin plasarea unor informatori în jurul său, interceptarea corespondenței, filarea, ascultarea telefoanelor și verificarea informativă a tuturor celor cu care intra în contact. La 4 martie 1952 i s-a deschis un dosar de urmărire, Securitatea stabilind că episcopul „are o serie de manifestări ostile împotriva regimului și întreține legături cu unele elemente suspecte”, fiind considerat „un element reacționar”.. În 1964, episcopul Partenie Ciopron a fost decorat cu Ordinul Steaua Republicii Populare Române.

### Episcop al Romanului și Hușilor
La 16 decembrie 1961, după alegerea lui Teofil Herineanu ca episcop al Clujului, Partenie Ciopron a acceptat propunerea patriarhului Justinian Marina de a fi numit ca locțiitor de episcop al Romanului și Hușilor. A fost ales ca episcop eparhiot la 18 februarie 1962 și apoi înscăunat la 4 martie 1962. În iunie 1963, PS Partenie a făcut parte din delegația Bisericii Ortodoxe Române la serbarea mileniului Muntelui Athos, prilej cu care au fost restabilite relațiile Patriarhiei Române cu așezămintele monahale de la Muntele Athos.
Episcopul Partenie a păstorit Eparhia Romanului și Hușilor timp de 16 ani. În această perioadă a fost urmărit de către Securitate, propunându-se pensionarea „de urgență“ a ierarhului, deoarece acesta era „bătrân, bolnav, neputincios, inactiv și nefolositor”, după cum reiese din notă informativă nr. 304/1/23.03.1967.
Din cauza vârstei înaintate și a sănătății precare, episcopul Partenie Ciopron s-a retras din scaunul episcopal la 1 ianuarie 1978, stabilindu-se la casa personală pe care și-a construit-o la Mănăstirea Văratec. Acolo a fost îngrijit de sora sa, maica Augustina, de nepoata sa, maica Adriana, precum și de către alte maici în frunte cu stareța Nazaria Niță, trecând la cele veșnice la 28 iulie 1980.
A fost înmormântat în cimitirul mănăstirii la 30 iulie 1980, slujba funerară fiind oficiată de către un sobor de ierarhi (mitropolitul Teoctist Arăpașu al Moldovei și Sucevei, episcopul Eftimie Luca al Romanului și Hușilor, episcopul vicar Roman Ialomițeanul al Arhiepiscopiei Bucureștilor, arhiereul vicar Gherasim Cristea al Episcopiei Râmnicului și Argeșului), asistați de arhimandritul Bartolomeu Anania, directorul Institutului Biblic și de Misiune al Bisericii Ortodoxe Române, stareța Nazaria Niță, profesori de la Seminarul Teologic Neamț, preoți, consilieri, protopopi, călugări, soborul maicilor, rude și foarte mulți credincioși.

## Distincții
- Ordinul Meritul Cultural, în gradul de Cavaler clasa I, pentru biserică (1 februarie 1943)[11]
- Ordinul Steaua Republicii Populare Romîne clasa a III-a (10 august 1964) „pentru merite deosebite în opera de construire a socialismului, cu prilejul celei de a XX-a aniversări a eliberării patriei”[12]